# پیر باچف
پیر باچف (انگلیسی: Pierre Batcheff؛ ۲۳ ژوئن ۱۹۰۷ – ۱۳ آوریل ۱۹۳۲) هنرپیشه اهل کشور فرانسه بود.وی اصالت روسی داشت.
از فیلم‌هایی که وی در آن نقش داشته است می‌توان به سگ اندلسی، ناپلئون و مونت کریستو اشاره کرد.
ماریز باستیه در ۱۹۳۲ درگذشت و مقبره وی در گورستان مون‌پارناس است.